# چراغ‌کوسه سبز
چراغ‌کوسه سبز (نام علمی: Etmopterus virens) نام یک گونه از راسته خاردارکوسه‌سانان است.